# Baránszky-Jób László
Baránszky-Jób László (Újpest, 1897. december 2. – Budapest, 1987. október 9.) magyar esztéta, irodalomtörténész, egyetemi tanár.

## Életpályája
Baránszky Gyula ügyvéd természetes és Jakabovics Klára törvényes fia. Testvére Baránszky-Jób Imre gépészmérnök. 
Vácott érettségizett. 1916-ban újságíró volt Szegeden. 1918-ban tábori tüzérként vett részt az első világháborúban. 
Egyetemi tanulmányait a budapesti Pázmány Péter Tudományegyetem magyar–történelem szakán végezte el 1920-ban. Ezután nevelő volt Tiszaugon a Radványi családnál. 1926-ban doktorált esztétikából. 
1935-től esztétikát oktatott a Ferenc József Tudományegyetemen Szegeden és Kolozsváron. 1935-től a Magyar Esztétikai Társaság alapító tagja, jegyzője, majd alelnöke volt. A Sorsunk, a Napkelet munkatársa is volt. 1941-ben Berczik Árpáddal egy Balassi Bálint sorozatot adott ki. 1945–1949 között a Budapesti Egyetem esztétikatanára volt. Kényszerű hallgatás után, 1978-tól az Új Írásban jelentek meg írásai.
Felesége Kardhordó Gizella tanítónő volt, akit 1929. november 29-én Budapesten vett nőül.

## Munkássága
Kutatásainak középpontjában az esztétikai látszat fenomenológiai elemzése állt. 1926-ban doktori értekezését Az esztétikai látszat-valóság problémája címmel írta. Bevezetés az esztétikába (1935) című művében tudományelméleti és módszertani szempontból sorra vette az ókortól az esztétikai szemlélet alakulását. Arany János formanyelvéről értekezett (1957), és Edmund Husserl főbb műveit fordította magyarra (1972). Márai Sándorról írt esszéjét a Vigilia közölte. Életének utolsó éveiben szenvedélyes figyelemmel fordult a fiatal írók, költők – Szilágyi István, Koncsol László, Panek Zoltán – művei felé.

## Művei
- Az esztétikai látszat-valóság problémája (tanulmány, 1932)
- Stílustörténeti séta a Szépművészeti Múzeum plasztikai termében (1933)
- A stíluselmélet új útjai (tanulmány, 1934)
- Teremtő egység, belső forma (tanulmány, 1934)
- Bevezetés az esztétikába (tanulmány, 1935)
- Irodalomtörténet és esztétika (tanulmány, 1935)
- Szigeti veszedelem. Írta Zrínyi Miklós. Bevezető és jegyzet kiegészítés (1937)
- A magyar széppróza története szemelvényekben (1937)
- Az impresszionizmus irodalmunkban (tanulmány, 1938)
- Az esztétika-autonómia kérdése (tanulmány, 1939)
- A költészet. Írta Müllner-Freienfels Richard (fordítás, 1941)
- A magyar irodalom kincsestára (szerkesztette, Alszeghy Zsolttal, 1941)
- A jelenkori esztétika (tanulmány, 1942)
- Líránk formanyelve a nyugatos nemzedék után (tanulmány, 1944)
- A modern ízlés (tanulmány, 1946)
- A magyar líra Ady-ig (összeállította jegyzetekkel, 1948)
- Természeti szép és művészi érték (tanulmány, 1948)
- Útmutató a magyar irodalmi szakkörök számára (Szabolcsi Miklóssal, 1956)
- Arany lírai formanyelvének művelődéstörténeti helye (tanulmány, 1957)
- Líránk formanyelve. Kísérlet a magyar vers nyelvzenéjének megállapítására (1967)
- Kosztolányi és a német irodalom (1968)
- Edmund Husserl válogatott tanulmányai (Válogatta, bevezető és jegyzet, Vajda Mihállyal, 1972)
- Az ember tragédiája szerkezetei (1974)
- Élmény és gondolat (tanulmány, 1978)
- Teremtő értékelés (tanulmány, 1984)
- A művészi érték világa (elméleti írások, tanulmányok, esszék, 1987)

## Díjai
- A Művészeti Alap Irodalmi Díja (1983)
- Munka Érdemrend arany fokozata (1987)